# 潘加尼河
潘加尼河（Pangani River）是坦桑尼亞東北部的河流，發源自乞力馬扎羅山，流經吉佩湖，最終在潘加尼注入印度洋，河道全長500公里，流域面積56,300平方公里。
5°26′S 38°58′E / 5.433°S 38.967°E